# Ди Лоренцо, Россана
Россана Ди Лоренцо (итал. Rossana Di Lorenzo; 4 марта 1938, Рим — 13 августа 2022, там же) — итальянская киноактриса.

## Жизнь и карьера
Россана Ди Лоренцо родилась в Риме, сестра актёра Маурицио Арена. Дебютировала в главной роли в 1970 году, сыграв в одной из новелл киноантологии «Пары» жену персонажа Альберто Сорди. В 1976 году снова исполнила роль жены героя Сорди в комедийной антологии «Всеобщее чувство стыда». Активно снималась в течение примерно двадцати пяти лет, её работы включают роли в фильмах Этторе Сколы, Витторио Гассмана, Мауро Болоньини, Луиджи Дзампа и Карло Ванзины. В 1983 году была номинирована на премию Давид ди Донателло за лучшую женскую роль второго плана за работу в фильме «Бал».
Скончалась в Риме 13 августа 2022 года.

## Избранная фильмография
- Пары (1970) — Эрминия Колонна
- Без семьи (1972)
- Лучшая сторона Паолины — дама при дворе
- Любить Офелию (1974)
- Кларетта и Бен (1974)
- Африка Экспресс (1976)
- Всеобщее чувство стыда (1976) — Эрминия Колонна
- Наследство (1976)
- Таксистка (1977)
- Бал (1983) — дама
- Рождественские каникулы (1983)
- Amarsi un po' (1984)
- Cuori nella tormenta (1984)
- S.P.Q.R.: 2,000 and a Half Years Ago (1994)